# Selenia albicosta
Selenia albicosta är en fjärilsart som beskrevs av Boyes 1954. Selenia albicosta ingår i släktet Selenia och familjen mätare. Inga underarter finns listade.